# Descentralização do poder da informação
O princípio da descentralização do poder da informação aponta que a melhor maneira de promover a troca de dados e informações é ter um sistema de comunicação aberto, sem a presença de barreiras entre um hacker e uma fonte de informação, sem alguma ‘unidade’ que regule esse acesso. A ideia desse princípio, para a comunidade hacker e demais grupos de comunicação, é de que as burocracias envolvidas e ações de monopólio da informação são sistemas falidos.
Tal princípio foi apresentado como um dos princípios da filosofia da ética hacker, atribuída pelo jornalista Steven Levy em seu livro Hackers: Heroes of the Computer Revolution publicado em 1984. Esse livro trata um pouco da cultura hacker, oriunda de uma filosofia bastante pregada entre os alunos do Instituto de Tecnologia de Massachusetts, entre os anos de 1950 e 1960. Tal filosofia traz como fundamento a necessidade do livre acesso às informações e melhoria na qualidade de vida.
Atualmente, grandes corporações e unidades do governo mantém sob sigilo uma série de dados e informações que não podem ser usufruídos pela corpo civil da sociedade. Institutos de ensino mantém acesso restrito sob muitos dos seus artigos e materiais, limitando inclusive o acesso para finalidade acadêmicas.
Alguns ativistas, como Aaron Swartz, que foi um estudante militante da Internet aberta, lutavam fervorosamente pelo acesso aberto e descentralizado da informação, atuando contra as limitações de uso propostas pelo governo. Ainda hoje existem unidades que lutam pela diminuição do monopólio de acesso ao conteúdo de interesse público. Apesar de toda essa ofensiva, a maioria dos opositores a esse movimento descentralizador não enxergam razões pelas quais o movimento hacker pode ser saudável para o ambiente cibernético.

## A ética hacker
No livro Hackers: Heroes of the Computer Revolution, do jornalista Steve Levy, ele apresenta os cinco princípios básicos para a ética hacker:
- Compartilhe a informação
- Toda informação deve ser livre
- Descentralize a informação
- Acesso livre aos computadores
- Melhoria do mundo

Nos primórdios da cultura hacker, estudantes do MIT desenvolviam software e compartilhavam entre si. O compartilhamento dos recursos entre os hackers e o acesso não burocrático às informações da instituição deveria ser uma regra respeitada. Eles começavam a disseminar assim a cultura de que “tudo era de todos”, escolhendo as informações que lhes eram necessárias, desenvolvendo programas já iniciados por algum outro hacker e compartilhando o conhecimento.[carece de fontes?]
Logo após o início dessa revolução, em gerações posteriores de usuários adeptos a cultura hacker, o público geral começou a fazer parte desse novo contexto que surgia. Através de comunidades específicas de compartilhamento, os hackers começavam a disseminar essa nova cultura aos usuários interessados em compartilhamento de recursos com acesso não burocrático. Dava-se início a uma série de repercussões voltadas contra esses tipos de práticas, tornando o acesso a certos recursos ainda mais restrito e burocrático.[carece de fontes?]
O princípio da descentralização da informação aponta que a melhor maneira de promover a livre troca de informações é produzindo um sistema aberto que não apresente barreiras entre um hacker e um pedaço de informação. Essa visão mais liberalista contraria a visão mais burocrática de organização dos sistemas de informação. Não é válido então que comparações, órgãos governamentais e até mesmo instituições de ensino se apropriem do direito soberano da informação, uma hora que são considerados pelos hacker como sistemas falhos e perigosos. Tais sistemas burocráticos escondem regras que consolidam o seu poder e consideram qualquer ação hacker como ameaça.[carece de fontes?]
O acesso livre a informação é necessário para que certos problemas sejam consertados, afim do desenvolvimento das coisas. A livre troca de informações, a partir da descentralização do poder sobre a mesma, permite o aumento da criatividade sobre o ciberespaço. Uma das principais intenções do hacker é a busca por informação, de modo que a mesma possa ser repassada e utilizada para criação de novos artefatos.[carece de fontes?]

## Democracia digital
A antropóloga Gabriella Coleman escreveu um texto que apresentava algumas influências constitutivas da cultura hacker, ao qual chamou de “Hacker Practice: Moral Genres and the Cultural Articulation of Liberalism”. A também estudiosa do movimento hacker, aponta três tipos de práticas desse movimento: a primeira delas é ligada ao uso de criptografia e das técnicas de segurança para a proteção da privacidade e liberdade dos invíduos; a segunda prática é relacionada a organização que se faz em torno do compartilhamento do conhecimento; a terceira diz respeito ao universo ‘obscuro’ e desconsidera os limites da lei. A habilidade dos hackers para lidar com conflitos sociais no meio informacional apresenta um pouco das tensões da natureza heterogênea da sociabilidade hacker com a tradição liberal.
Outra perspectiva, apresentada por Pekkar Himanen, escritora do texto “The Ethic Hacker and the Spirit of Information Age”, sobre a ética hacker e o espírito informacional atual, trata diretamente com o importante livro de Max Weber, a Ética Protestante e o Espírito do Capitalismo. Weber apresentou a sua influência do calvinismo no desenvolvimento do capitalismo tal como o conhecemos. Himanem mostra que os hackers desenvolveram uma ética do trabalho, do dinheiro e de vivência em rede muito distinta das éticas proeminentes no mundo industrial. Superar desafios lógicos e problemas complexos, compartilhar o conhecimento e buscar o prazer no agora, são elementos constituintes desse estilo ético.
O jornalismo e a cultura hacker provêm de conceitos e valores liberais, no entanto a cultura hacker ultrapassou tal origem. Essa cultura defende a liberdade sem restrições para o conhecimento e pela transparência total de toda e qualquer informação. Se o liberalismo cultiva o individualismo, o hacktivismo se baseia em um individualismo colaborativo. O tipo ideal de hacker defende o livre acesso aos bens informacionais, fortalecendo a luta a favor do acesso igual a todos que buscam qualquer informação.
A democracia digital ou virtual envolve discussões entre o governo e a população a respeito da internet e do acesso à informação. Nessas discussões, é defendido que a informação, por si só, é o material básico de uma sociedade democrática e a Internet deve ser utilizada para promover a disseminação do todo o conteúdo útil, aumentando assim a participação da população. A Internet possui vários atributos que o caracterizam como um meio democrático, aos quais dão suporte a objetivos práticos que incluem participação efetiva da sociedade, inclusão social, segurança de dados e informações, dentre outros.
Projetos a favor da democracia digital têm sido criados no Brasil, com o fim de catalisar opiniões, promover ambientes de trabalhos colaborativos na construção   de decisões políticas e de relevância pública. Alguns desses são: e-Democracia e Wikilegis, na Câmara dos Deputados; o Interlegis no Senado Federal, que oferece também o Portal e-Cidadania, contendo as ferramentas ideia legislativa, na qual o cidadão pode sugerir propostas de lei; evento interativo,que recebe a participação popular por meio de comentários; e a consulta pública, que possibilita ao cidadão votar nas proposições que tramitam na casa.

## Hacktivismo e a informação pública
O hacktivismo é compreendido como a utilização de dispositivos computacionais e de rede de computadores que tem por objetivo acessar, de maneira ilegal, dados de determinados usuários e corporações para causar prejuízos ou simplesmente por diversão. Na maioria dos casos, tais ativistas agem por razões políticas e sociais. Popurlamente, os hacktivistas são também chamados de "Hackers do bem", visto que utilizam ferramentas digitais em nome da justiça social, com a intenção de revelar à população abusos e mal intenções por parte de multinacionais ou governos.
No decorrer dos tempos, o ativismo hacker tem ganhado cada vez mais expressão, dado a expansão do espaço informacional e digital. Como uma maneira de combater o controle sobre a sociedade, as práticas ativistas possuem são formulados por ações de resistência política, indo contra o comando sigiloso e distribuído por parte dos governos. Essa forma de resistência política social é capaz de empregar e executar táticas para confundir a vigilância que controla a sociedade. Um exemplo disso se dá quando ativistas hackers ocultam dados de navegação, tornado-se imunes ao rastreamento pela rede, ou simplesmente tornam públicas diversas técnicas de criptografia para projetar programas que quebrem as barreiras implementadas pelos diversos governos sobre boa parte do conteúdo da Internet. O acesso irrestrito, o livre compartilhamento de informações e o anonimato são os principais valores desse grupo de ativistas.
Uma das ações hacktivistas recentes foi o WikiLeaks, que se trata de uma organização que divulga documentos secretos de empresas e governos, com o fim de "democratizar a informação. Ao longo do tempo, o grupo publicou documentos oficiais do governo americano, onde houve grande repercussão mundial. Dentre as informações disseminadas, foram apresentados vídeos de extermínios por parte do exército americano em Bagdá. Outros documentos relacionados a informações secretas do exército dos Estados Unidos foram mostrados pela página do grupo ativista, anunciando inclusive a morte de milhares de civis na guerra do Afeganistão.

## Alguns personagens
Anonymous
O grupo Anonymous, originado em meados de 2003, tornou-se conhecido como um grupo ou comunidade online descentralizada, que incentivava ações hacktivistas, promovendo protestos e ações com o intuito de promover a liberdade na Internet e, sobretudo, a liberdade de expressão.
Um dos acontecimentos mais polêmicos envolvendo o grupo Anonymous ocorreu quando o site de serviços de compartilhamento de arquivos, o Megaupload, foi tirado do ar pelo FBI e pelo Departamento de Justiça dos Estados Unidos. O grupo anônimo, a favor da democracia digital, derrubou vários sites ligados a órgãos do governo americano e corporações artísticas, como Broadcast Music Inc., Universal Music Group, dentre outros. Esse feito foi realizado disseminando a participação para vários usuários, via links distribuídos pelo Twitter.
Aaron Swartz
Aaron Swartz foi um jovem programador americano, fundador do Reddit e ativista da Internet. Aaron era um defensor radical do livre uso e compartilhamento das informações, desenvolvendo projetos como o wiki, utilizado para dar suporte ao projeto Open Library, uma biblioteca de utilização aberta voltada para a construção colaborativa de conteúdo, sem fins lucrativos.
O ativista esteve a frente de combates a campanhas como o SOPA (Stop Online Piracy Act), que procurava combater a violação dos direitos autoriais sob produtos na internet. Ele foi determinante nessa campanha contra a emenda proposta pela justiça americana. Sempre defensor da liberdade de uso dos recursos da internet, Aaron contribuiu grandemente no desenvolvimento de políticas que incentivavam o livre acesso e o compartilhamento de recursos entre usuários da grande rede.
Edward Snowden
Edward Snowden, ex-administrador de sistemas da CIA, foi responsável por tornar públicos detalhes sobre programas da NSA que envolvem o sistema de Vigilância Global de tráfego e informações. O governo norte-americano acusou Snowden de ter roubado informações sigilosas do governo, conteúdo não autorizado a acesso da defesa nacional, dentre outras acusações.
Em uma das abordagens feitas ao ex-contratado da NSA, o perguntaram sobre o seu trabalho no órgão e sobre o por que ele decidiu revelar informações sobre os programas de vigilância americano. Ele afirmou que, na maioria da vezes, informações que passavam por sua observação, enquanto trabalhava, não deveriam ser preocupação apenas da agência, mas era conteúdo relevante para um tomada de decisão com o público norte-americano. As cópias dos documentos publicados por Snowden e divulgados pela imprensa internacional, foram disponibilizados e ouve grande repercussão em diversas nações cujas informações também dizia respeito as mesmas.

## Leitura complementar
- Himanen, Pekka (2001). The Hacker Ethic and the Spirit of the Information Age. New York: Random House. ISBN 0375505660. OCLC 45393052
- The ethics (or not) of massive government surveillance,
- Towards Learning From Losing Aaron Swartz,
- The End of the Internet Dream,
- Mídia nos EUA: apenas 6 Corporações controlam a Informação,
- Os avanços da TI e os paradigmas da informação descentralizada,